# Circinella muscae
Circinella muscae är en svampart som först beskrevs av Sorokin, och fick sitt nu gällande namn av Berl. & De Toni 1888. Circinella muscae ingår i släktet Circinella och familjen Mucoraceae.   Inga underarter finns listade i Catalogue of Life.